# كبرياء وتحامل (فلم 2005)
كبرياء وتحامل كانت رواية جاين أوستن كبرياء وتحامل سنة 1813 موضوعاً للعديد من التكيفات التلفزيونية والسينمائية. أنتجت هذه النسخة ـ التي رشحت لجوائز الأكاديمية ـ من قبل شركة وركنج تايتل فيلمز، وقام بإخراجه جو رايت، وهو مبني على السيناريو الذي كتبته ديبورا موجاش.
تحولت هذه الرواية سينمائيا وتلفزيونيا مرات عديدة جدا عبر أفلام سينمائية وأفلام تلفزيونية ومسلسلات قصيرة ومسرحيات أيضا ابتدأت منذ ثلاثينات القرن الماضي وما زالت حتى آخر فيلم تم إنتاجه عام 2005 وهو الفيلم البريطاني الذي اخرجه جو وايت في تجربته السينمائية الأولى، ومن تمثيل الممثلة البريطانية كيرا نايتلي التي رشحت عن قيامها بدور شخصية اليزابيث بينيت لاوسكار أفضل ممثلة والممثل الكبير دونالد ساثرلاند بدور الاب. والفيلم حقق بجانب الإعجاب النقدي والجماهيري أربعة ترشيحات اوسكار وستة في البافتا البريطانية وغيرها من المهرجانات والجوائز السينمائية، وربما يكون هو أفضل الأفلام التي قدمت هذه الرواية بجانب الفيلم الاميركي كبرياء وتحامل الذي انتج عام 1940 من إخراج روبيرت زد ليونارد مخرج فلمThe Great Ziegfeld والمرشح لاوسكارين في الإخراج في الثلاثينات، وهو من تمثيل جرير جارسون نجمة الاربعينات والممثل النجم لورانس اوليفييه 
كبرياء وتحامل هي قصة عاطفية عن الامراة الذكية إليزبيث بَينَيت والرجل الغني والمعجب بنفسه فيتزجيرالد دارسي. مع ان هذه الرواية تتكلم عن الحب ففي نفس الوقت تتكلم أيضا عن النظرية المعروفة، المنزلة الاجتماعية.

## اقرأ أيضا
- جاين أوستن
- كبرياء وتحامل
- كبرياء وتحامل (فيلم 1940)
- شهرة جاين أوستن

## وصلات خارجية
- مقالات تستعمل روابط فنية بلا صلة مع ويكي بيانات

1. ↑   https://web.archive.org/web/20120910034819/http://aawsat.com/details.asp?section=25. مؤرشف من الأصل في 2012-09-10. {{استشهاد ويب}}: الوسيط |title= غير موجود أو فارغ (مساعدة)